# 미에슈코 2세

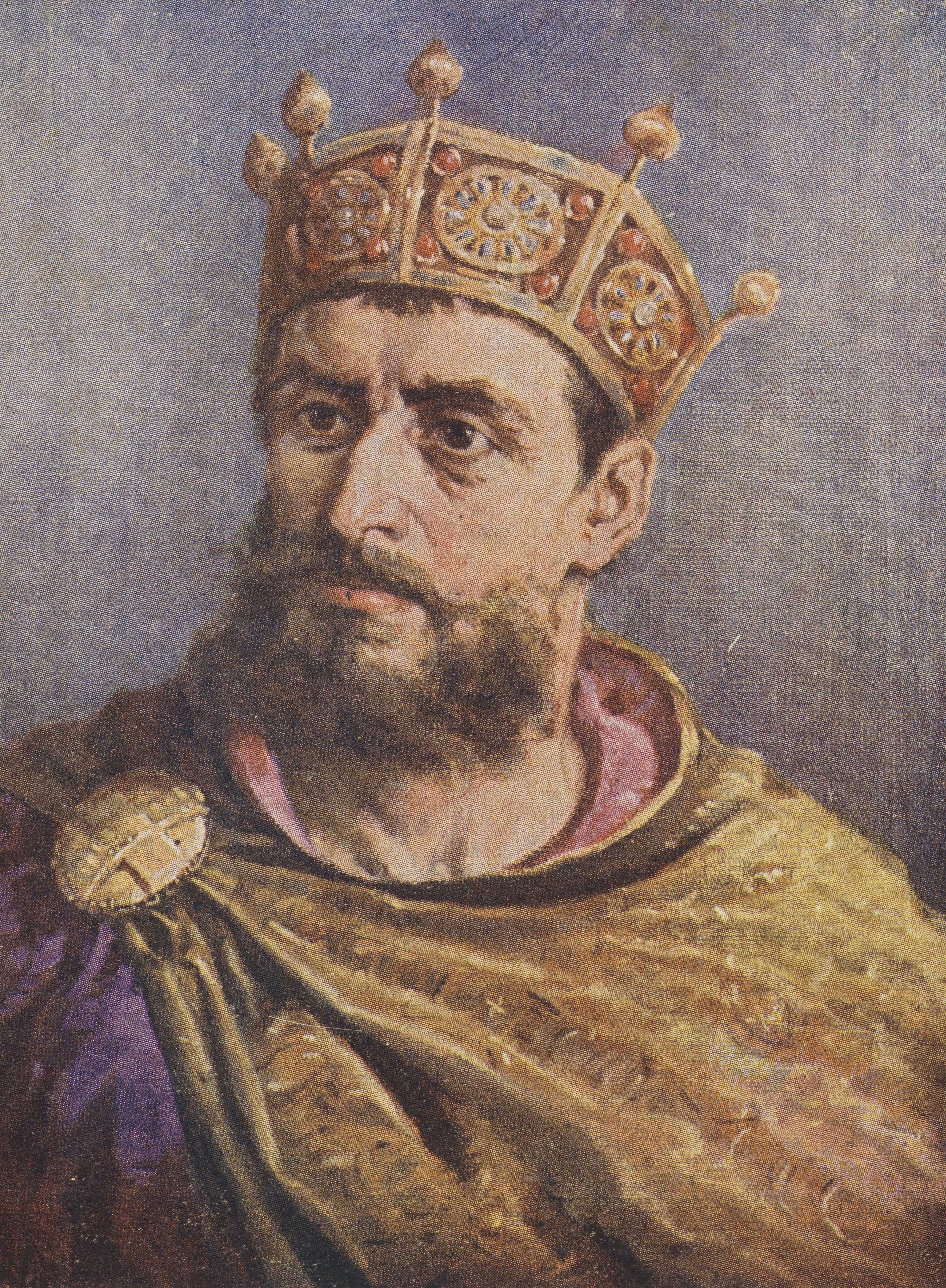
미에슈코 2세 람베르트

미에슈코 2세 람베르트(폴란드어: Mieszko II Lambert, 990년 ~ 1034년 5월 10일)는 폴란드 피아스트 왕조의 3대 국왕(1025~1031)이며, 1032년부터 사망할 때까지 공작을 역임하였다.
미에슈코 1세의 손자이며, 그의 독일인 아내 릭사에 의하여 억눌려 혼수 상태에 빠지고 부왕 볼레스와프 1세 흐로브리의 업적을 망쳤다고 알려졌다. 1031년, 미에슈코 2세의 아들 볼레슬라우스가 정복했던 고토를 수복하기 위해 신성 로마 제국의 콘라트 2세가 키예프 대공국과 연합, 폴란드를 압박했다. 미에슈코 2세는 결국 왕의 직함을 포기하고 나머지 치세를 폴란드 공작이자 콘라트 2세의 봉신(封臣)이 되어 보냈다. 수많은 영토들을 보헤미아와 신성 로마 제국에게 빼앗기고, 그의 사후에 폴란드는 무정부 상태로 빠지고 말았다.